# ابریشم‌آویزان
ابریشم‌آویزان (نام علمی: Garryaceae) نام یک تیره از راسته ابریشم‌آویزسانان است.